# Guerre financière pour Disney
Bataille boursière et arrivée de Michael Eisner
Studios Disney de 1950 à 1973 Studios Disney de 1989 à 1995
En 1984, l'entreprise Disney, alors nommée Walt Disney Productions est dirigée par Ron Miller, le gendre de feu Walt Disney, et un cercle de vétérans de l'entreprise mais la société subit une attaque en bourse. La raison est une fragilité de l'entreprise à la suite de plusieurs années de mauvais résultats principalement au cinéma. De plus, un conflit familial amène Roy E. Disney, neveu de Walt, à agir contre la direction. Il s'ensuit une véritable guerre financière entre plusieurs camps avec des rebondissements.
Les événements aboutissent à la fin de l'année 1984 par la mise en place d'une nouvelle direction à la suite d'un changement d'actionnaires majoritaires. Les nouveaux haut responsables sont Michael Eisner (CEO) et Frank Wells (COO). L'entreprise changera de nom pour The Walt Disney Company moins de 18 mois plus tard.

## Contexte
William Kallay écrit que quand la société Walt Disney Productions acquiert les droits de Tron (1982) à l'auteur et réalisateur Steven Lisberger, le studio luttait désespérément pour se réinventer. Une stabilité financière permet au studio de persister au début des années 1970, malgré la mort de Walt Disney en 1966, mais la seconde moitié de la décennie voit le studio enchaîner les déceptions en salles au point que l'action en bourse devient la risée du secteur cinématographique. La direction demande à changer la formule traditionnelle du film familial et à de jeunes directeurs de prendre des risques dont Tron, Condorman (1981) et La Foire des ténèbres (1983). . 

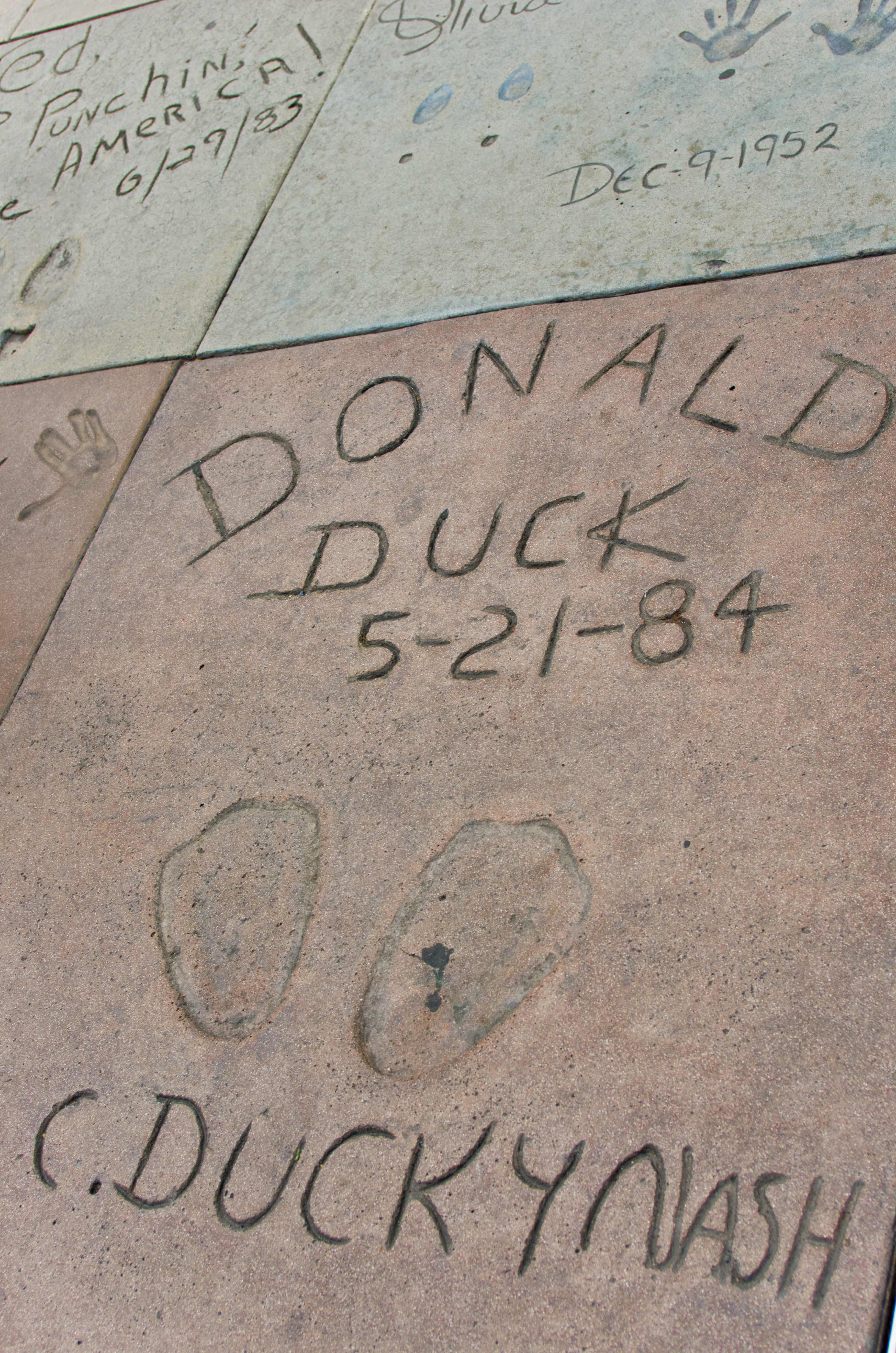
Plaque de Donald Duck et Clarence Nash au Grauman's Chinese Theatre

À partir de décembre 1983, le service communication de Disney se lance dans un projet pour mettre Donald Duck en vedette à l'occasion de son cinquantième anniversaire choisi comme étant le 9 juin 1984, cinquante ans après la sortie de Le Vilain Petit Canard (1939). La sortie en ce décembre 1983, du film Le Noël de Mickey n'est pas étrangère à l'affaire et plusieurs manifestations sont programmées. Au printemps 1934, Donald Duck est officiellement soustrait de ses obligations militaires en présence d'un lieutenant général de Torrance en Californie avec un document du secrétaire général des armées, John Otho Marsh Jr.. Le 21 mai 1984, deux jours après cette démobilisation Donald Duck laisse ses empreintes de pas dans le ciment devant le Grauman's Chinese Theatre, aux côtés du nom de Clarence Nash,. Début juin 1984, Nash et Donald Duck entament une tournée des États-Unis dans quinze villes. Le 8 juin 1984, le duo est l'hôte du Festival du film de New York.
Malgré ces cérémonies, qui sont la face commerciale visible de l'entreprise, l'avenir de la société Disney est en jeu et le même jour que l'anniversaire de Donald, l'un des faits majeurs de la guerre pour le contrôle de Disney a lieu, l'annonce d'une OPA hostile de la part de Saul Streinberg.

### Querelle familiale

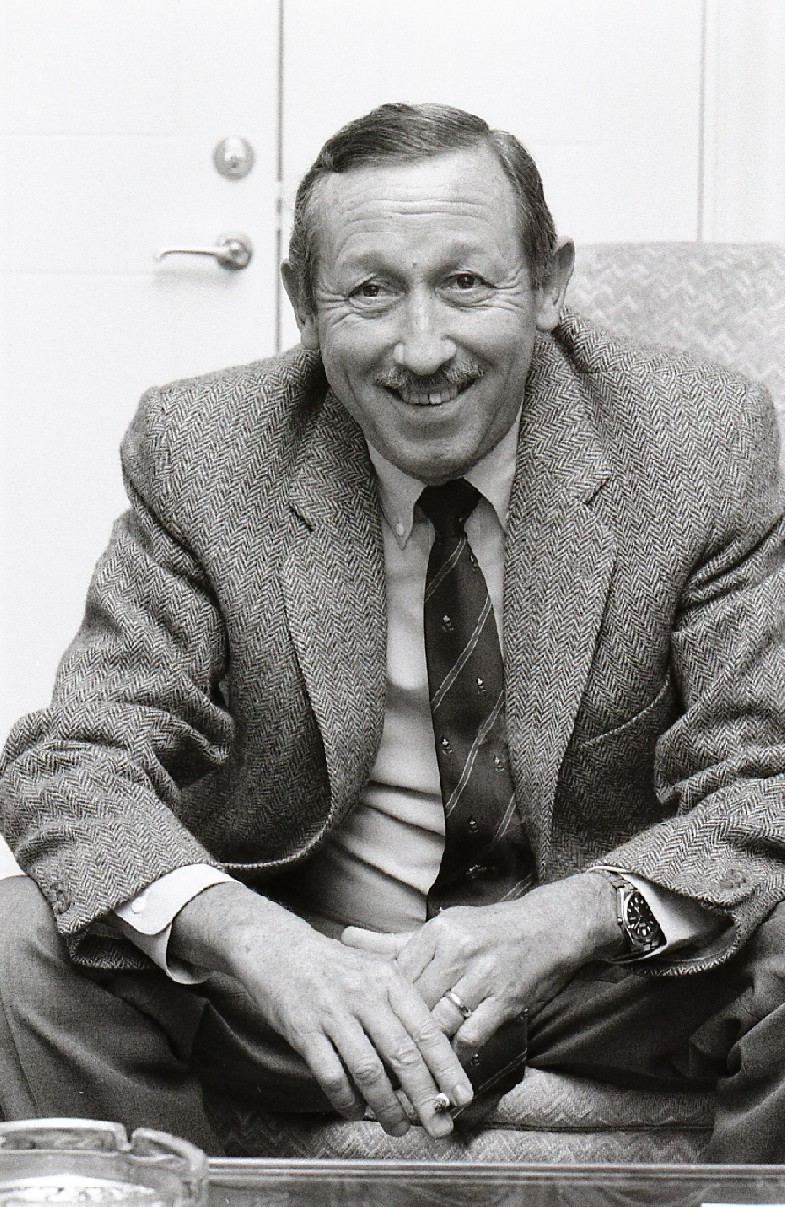
Roy E. Disney.

Un élément important est la tension entre les deux côtés de la famille Disney, celle de Walt Disney et celle de Roy Olivier, père de Roy Edward. Dans les années 1950, les nombreuses activités de Walt Disney créent une distance entre lui et son frère, par exemple les films ou le parc Disneyland. Cela provoque des tensions dans la gestion de l'entreprise, Walt gérant le côté créatif tandis que Roy O. cherche à avoir le budget pour les idées de son frère. En 1953, malgré l'hostilité de Roy, Walt crée Retlaw Enterprises une société privée pour gérer les droits sur son nom. Il impose à Walt Disney Productions de payer une redevance de 5 % sur tous les produits dérivés et une possibilité d'investissements jusqu'à 15 % de tout projet. Roy y voit une forme de siphonnage de leur société commune au profit de Walt et ses deux filles. Du milieu des années 1950 au début des années 1960, les deux frères s'évitent et ne se parlent plus. Cette querelle s'applique aussi à la société Disney. D'un côté, il y a les services financiers, de la paye, du légal et de l'administratif, le tout administré par Roy O. Disney. De l'autre côté, il y a les services créatifs, les parcs à thèmes, le service des ventes et des produits dérivées, supervisés par Walt Disney. John Taylor explique que les rares employés qui se risquaient à vouloir changer de camp, le faisait au prix de leur carrière. Ce n'est qu'au début des années 1960 que les deux frères se réconcilient, mais l'organisation de la société, elle, n'a pas changé. En 1966, à la mort de Walt Disney, la famille Disney - parents, enfants et petits-enfants - détient 34 % des actions de Walt Disney Productions.

### Le fonds Shamrock Holdings

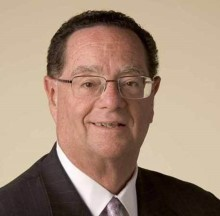
Stanley Gold.

Le 7 mars 1977, Roy E. Disney, neveu de Walt Disney démissionne de son poste chez Walt Disney Productions,. Il possède toujours son propre fonds d'investissements personnel, Shamrock Holdings alors domicilié au 4444 W Lakeside Drive, juste entre Universal Studios Hollywood et les Warner Bros. Studios. Grâce à ce fond, il détient 1,1 million d'actions de Disney, mais durant l'année 1983, la valeur de l'action est tombée de 80 USD à 50 USD soit une perte de près de 30 millions de dollars. En parallèle, le Dow Jones a augmenté de plus de 200 points, ce qui démontre un problème. Selon son ami et conseiller Stanley Gold, les raisons sont liées à l'investissement pour EPCOT estimé à un milliard de dollars et les mauvais résultats des studios Disney. Gold a réussi à faire fructifier les économies de Roy E. Disney et elles sont estimées début 1984 à plus de 200 millions d'USD. Le fonds d'investissements possède aussi bien des fermes de bétails que des stations de radio et de télévisions.

### 1982-1983: mise en place des différents groupes

#### Chez Disney
En 1983, au sein de Walt Disney Productions, deux camps s'affrontent principalement à propos de l'identité de l'entreprise. D'un côté, Ron Miller et Tom Wilhite cherchent à produire des films contemporains. Le duo propose la création d'un label plus adulte, d'abord nommé Hyperion d'après le nom de l'avenue bordant les studios. Mais depuis l'automne 1982, Miller n'est plus satisfait des performances de Wilhite. Malgré cela, le 24 février 1983, Ron Miller est nommé directeur général (CEO) de Walt Disney Productions,. Miller a approché différentes personnes dont Dennis Stanfill ancien chef de Twentieth Century-Fox Film Corporation, Michael Eisner, président de Paramount Pictures. Eisner s'intéresse à la fois aux studios mais aussi aux parcs à thèmes, Miller n'ayant pas le pouvoir de lui donner le contrôle de toute la société. William Self, directeur de Walt Disney Television propose à Miller de contacter Richard Berger, vice-président des productions internationales de la Fox. Il est nommé en mars 1983 à la direction des studios Disney et propose-lui aussi la création d'un second label,.
De l'autre, Card Walker, James P. Jimirro, nouveau président de Disney Channel fondé en 1983 et Richard Nunis, président des parcs à thèmes sont pour conserver l'esprit familial et les valeurs américaines. Lors de la nomination de Miller comme directeur général en février 1983, Raymond Watson est nommé vice-président du directoire et tandis que Walker est officiellement à la retraite, il conserve le poste de président du directoire jusqu'au 1er mai pour superviser l'ouverture de Tokyo Disneyland. Watson ne lui succède qu'en mai. La direction commissionne une étude de marché qui confirme que le seul studio d'Hollywood ayant un nom bien identifié est Disney. Mais ce nom est associé aux enfants, mais ni les adolescents ni les personnes âgées, seuls les adultes apprécient de regarder les films avec leurs enfants.
Watson découvre rapidement que l'entreprise, malgré sa présence au Fortune 500 et un chiffre d'affaires de plus d'un milliard d'USD, ne possède aucun plan d'affaires. Watson persuade les directeurs de Disney d'établir des perspectives, mais en septembre 1983, lors du bilan annuel, la baisse du chiffre d'affaires devient un problème plus urgent que la gestion à long terme. L'annonce des résultats pousse à la fois Wall Street et Hollywood à s'intéresser à Disney, pas nécessairement en bien. De nombreux problèmes surviennent, dont un lié au nombre de visiteurs en deçà des attentes du parc Epcot, les expositions thématiques du même genre n'attirant alors plus les foules d'avant, comme l'Exposition spécialisée de 1982 à Knoxville. Le nombre d'abonnés à Disney Channel est moitié moins important que prévu et les productions cinématographiques devant avoir du succès sont en retard.
À l'automne 1983, la vulnérabilité de l'entreprise Disney à une prise de contrôle apparaît. La direction, Miler et Watson, commandite un cabinet pour analyser les possibilités de rachat à effet de levier. Le cabinet Kenneth Leventhal rend son rapport en novembre 1983 alors que l'action de Disney tourne autour de 58 $ l'unité. Le rapport pointe un seuil à deux milliards d'USD pour 34,5 millions d'actions pour prendre le contrôle de l'entreprise. Malheureusement, l'une des divisions ayant le plus de valeur, les parcs à thèmes, est estimée à cette valeur, démontrant une forte vulnérabilité. L'action Disney a connu durant la décennie précédente des hauts et des bas, avec en 1973, un maximum à 123 $ à la suite des bons résultats de Walt Disney World mais en 1974, la crise pétrolière fait chuter l'action à 17 $.

#### En dehors de Disney

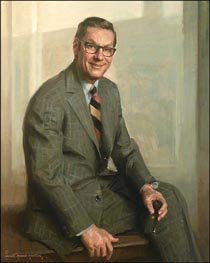
William Simon, copropriétaire de Gibson Greetings.

En 1982, Raymond Chambers, président de Wesray Capital Corporation et son partenaire William Simon, ancien secrétaire au trésor achètent grâce à un effet de levier la société de carte postale Gibson Greetings pour un million d'USD. Le duo détient 38 % de la société et elle est introduite en bourse fin 1983 à hauteur de 70 millions d'USD.
En 1983, Roy E. Disney cherche aussi à relancer le studio, déçu par les récentes productions. Alors que l'action oscille entre 49 $ et 55 $, Stanley Gold convainc Roy Disney d'augmenter sa participation à 4,7 % en achetant dans un court laps de temps 550 000 actions. Gold imagine que l'action peut au pire descendre de 5 points ou au mieux reprendre 25 points. Gold contacte Frank Wells, avec qui il avait travaillé dans la même firme d'avocat à partir de 1968. Depuis, Wells avait rejoint la présidence de Warner Bros., et le portefeuille de Wells était tombé chez Gold, dont Peter H. Dailey, beau-frère de Roy. Wells a quitté Warner en 1982 et n'est pas pressé de trouver un nouveau poste, mais Gold lui propose un poste chez Disney si son projet de prise de contrôle de Disney avec Roy aboutit. Wells préfère s'adonner à sa passion, l'escalade. Après avoir gravi six des sept plus hauts sommets de chaque continent et presque atteint le sommet de l'Everest, il conserve un poste de consultant chez Warner. Toutefois, les deux hommes font leur footing quotidien sur la piste de l'UCLA.
Durant l'année 1983, la société Shamrock Holdings de Roy E. Disney essaye d'acheter la station WICS-TV (en) de Springfield détenue par Reliance Group de Saul Steinberg. Malgré un accord oral, Steinberg annule la transaction et Gold le poursuit en justice. Des tensions entre Gold et Steinberg apparaissent.
En 1983, le producteur Jonathan T. Taplin cherche des fonds pour produire un film en Afrique et prend contact avec Richard Rainwater, gérant les actifs non pétroliers de l'entreprise Bass Brothers dirigée par Sid Bass. Rainwater lui répond qu'il n'est pas intéressé par les projets à moins de 5 millions d'USD. Malgré ce refus, il est contacté par Richard Berger, récemment nommé (voir ci-dessus) qui lui propose d'être l'un des premiers producteurs indépendants de Disney, au travers de Silver Screen Partners. Il part donc pour la Côte d'Ivoire pour le tournage de Baby : Le Secret de la légende oubliée (1985).

## L'année 1984: une guerre financière

### Janvier-février 1984: Début des manœuvres
En janvier 1984, Roy E. Disney doit prendre une décision importante. Soit il vend ses actions, acceptant une perte importante pour investir ailleurs, soit il cherche à destituer la direction de l'entreprise pour changer les choses. Grâce en partie aux fonds récoltés à la suite de la vente de la participation dans l'entreprise de parfum Fabergé, Stanley Gold se sent d'attaques pour investir dans la société Disney. Fin janvier, le procès avec Saul Steinberg pour la station WICS est réglé hors cour.

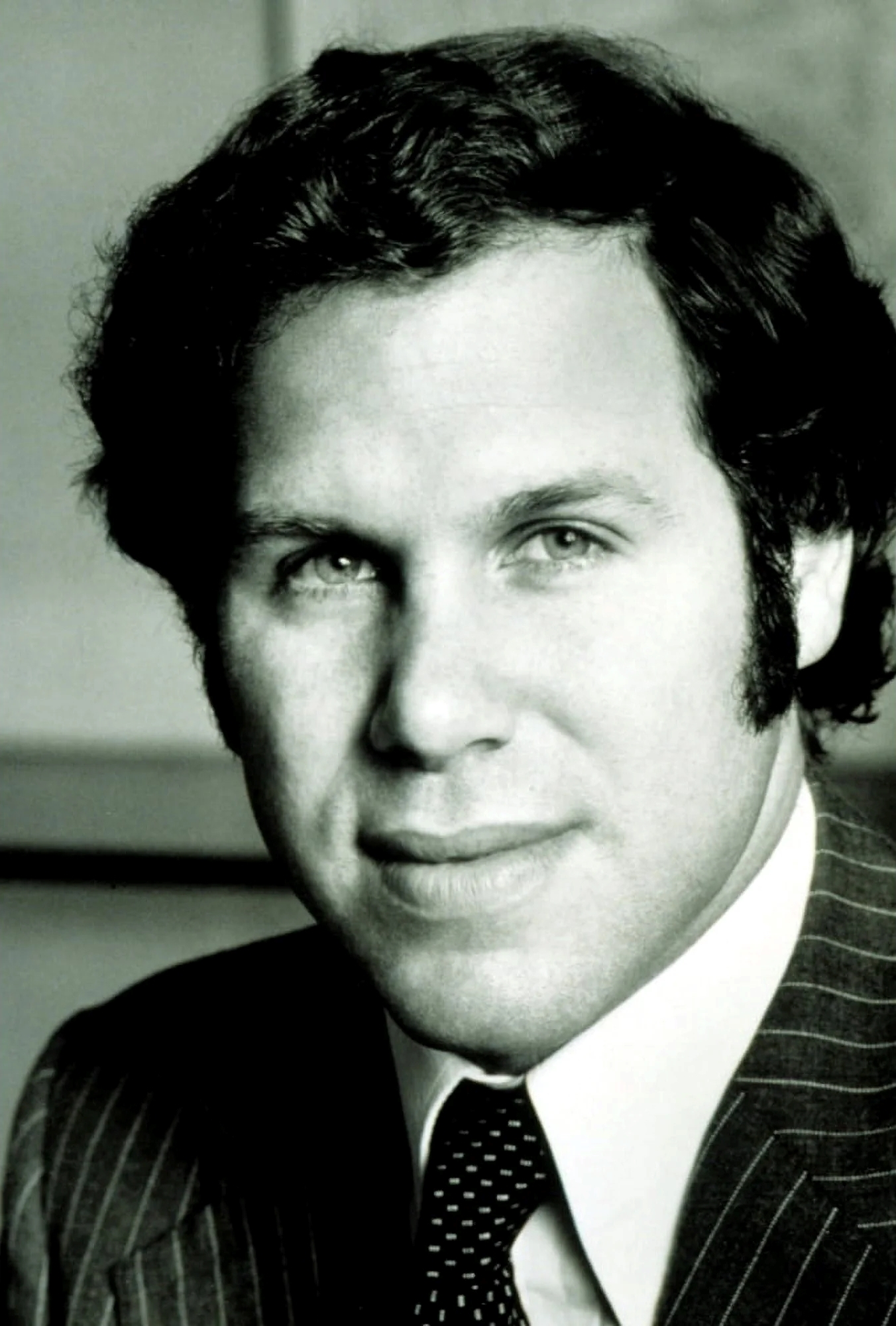
Michael Eisner en 1977.

Roy Disney réunit autour de lui plusieurs proches dont Gold, Peter H. Dailey, son beau-frère, ancien publicitaire et ambassadeur américain en Irlande, Mark Siegel et Clifford Miller, deux avocats d'affaires. Frank Wells aime les défis et s'étant récemment lié d'amitié avec Ron Miller, il confirme à Gold qu'il va couper les ponts avec Warner. Les deux hommes partagent leurs doutes sur la capacité de Miller à diriger l'entreprise Disney. Wells propose à la place Michael Eisner, président de Paramount. Wells s'associe à Roy Disney et Stanley Gold dans le projet de changer la direction de Disney.
Le second label cinématographique est créé le 15 février 1984 sous le nom Touchstone Films, par Ron Miller, afin « de produire des films plus matures que les standards Disney ». L'entreprise publie une pleine page dans la presse pour expliquer ce projet en le justifiant par la présence de scènes de nudité dans les films Touchstone. John Taylor indique qu'il y a déjà eu une scène de nu dans un film Disney, avec Charles Martin Smith courant nu dans la neige dans Un homme parmi les loups sorti en décembre 1983.
Courant février 1984, une rumeur d'un possible rachat par Coca-Cola prend forme, l'entreprise ayant acheté le studio Columbia Pictures en 1982.
Le vendredi 24 février 1984, Saul Steinberg directeur du Reliance Group, participe à un repas d'affaires en vue de nouveaux investissements et s'intéresse aux rumeurs dont celle de Coca-Cola. Il ressent qu'une chose peut se passer à propos de Disney et s'intéresse à la société,. L'action s'échange alors autour de 49 $ après une chute depuis les 84 $, durant l'année écoulée. Il demande une étude de l'entreprise à ses employés dès le lundi. Steinberg est un fervent adepte du chantage financier (greenmail),. Cet investissement de Steinberg dans Disney peut être rapproché du procès intenté contre lui par Stanley Gold pour la station WICS, réglé quelques semaines plus tôt, John Taylor évoquant des rumeurs d'une bonne leçon initiée par Steinberg. L'analyse des équipes de Reliance confirme la vulnérabilité de Disney avec une valeur de liquidation autour des 100 dollars l'action,. Cette analyse montre aussi, le manque d'utilisation du catalogue de films, les possibilités d'agrandissements de Walt Disney World et le manque de compétence de Ron Miller,. La chaîne Disney Channel n'est pas encore rentable et la présence de Disney sur les autres chaînes presque inexistante. Disney est une cible parfaite pour Steinberg.
Durant la dernière semaine de février, Gold et Wells s'envolent pour New York pour demander au cabinet Lazard Frères d'évaluer les actifs de Disney et aussi les actions possibles. Le cabinet propose trois options, la bataille de procurations, l'offre publique d'achat et la fusion avec un autre groupe. L'OPA nécessite toutefois beaucoup de fonds car avec une action à 100 $, l'entreprise est estimée à 3,5 milliards d'USD et même à 60 ou 70 $, Roy Disney devra vendre une partie de l'entreprise pour rentrer dans ses frais. Roy refuse de scinder l'entreprise. Wells et Gold restent plusieurs jours à New York et rencontre aussi Herbert Galant, un spécialiste des fusions et des acquisitions. Roy Disney les rejoint après la fin du meeting annuel de Disney et apprend qu'il doit rompre les liens avec Disney s'il veut se lancer dans des actions financières pour éviter les conflits d'intérêts. Ils quittent New York peu de temps après la fin du meeting annuel de Disney.
Le mardi 28 février 1984, l'assemblée générale avec les actionnaires se tient à Walt Disney World Resort et ces derniers sont invités à séjourner dans le complexe de loisirs le weekend précédent. Ron Miller prévoit d'annoncer de bonnes nouvelles, dont la sortie imminente de Splash et le lancement de Touchstone, une augmentation des visiteurs de 42 % dans les parcs à thèmes ainsi qu'un chiffre d'affaires en hausse de 23 %, à 13 milliards d'USD. Mais cela n'impressionne pas les actionnaires qui voient les bénéfices baissaient de 100 millions à 92 millions d'USD, principalement à cause des investissements pour Disney Channel ou la baisse de 10 % des bénéfices par action. Le plus grave reste pour eux la baisse du prix de l'action, tombé de 84 $ durant l'année écoulée à 50 $. Durant la réunion, Miller annonce avoir personnellement appelé Don Keough, président de Coca-Cola et Columbia, qui réfute la rumeur.

### Mars 1984: Un mystérieux investisseur
Au début du mois de mars 1984, le service Michael Bagnall, le Directeur financier (CFO) de Disney note un changement dans les volumes quotidiens d'échange d'actions, normalement autour des 200 000. Les échanges atteignent les 900 000 quelques jours plus tard. Cela devrait traduire le signe qu'une personne ou une société cherche à accumuler des actions mais le gendarme des marchés oblige la soumission officiel d'un formulaire public (Schedule 13D (en)) expliquant qui est l'acheteur, les dates d'achats et son but s'il détient plus de 5 % des actions, mais aucun formulaire n'a été soumis. Et ce changement est visible par quiconque possède un Quotron, un appareil de suivi instantané des cours de bourse.
Le 8 mars 1984, Roy Disney envoie un mémo privé à Ray Watson l'informant de sa démission effective le jour même. Watson s'interroge car la seule remarque négative de Roy Disney en comité de direction date de 1982 lors de l'achat de Retlaw Enterprises.
Juste après l'assemblée générale annuelle, le projet d'un second label de production cinématographique est rendu public avec la sortie du film Splash le 9 mars 1984,,. Le même jour que la sortie de Splash, Roy E. Disney sa lettre de démission du comité de direction de Walt Disney Productions est officialisée. Durant le reste du mois, Stanley Gold achète pour Roy Disney des actions de Disney en restant en dessous des 5 % et en attendant le bilan de Lazard.
Durant la seconde semaine mars 1984, une rumeur se propage dans les milieux financiers liés au monde des médias, Roy Disney a démissionné et reste muet car il envisagerait une OPA sur Disney.

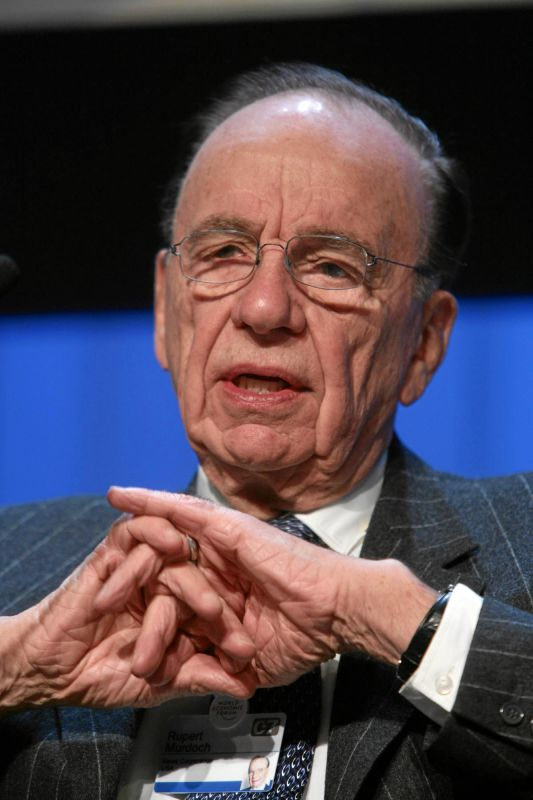
Rupert Murdoch en 2007.

Le 22 mars 1984, Phillip Wiggins du New York Times mentionne les rumeurs à propos de l'acheteur mystère dans sa colonne et Rupert Murdoch est le premier suspect. Ce soupçon est alimenté par l'achat de 7 % de Warner Communications en janvier 1984. Une guerre financière est engagée entre Steven Ross et Rupert Murdoch et s'achève le 18 mars par l'utilisation d'une pilule empoisonnée grâce à la vente de 29,5 % de la société à Chris-Craft Industries (en). L'intérêt de Murdoch pourrait s'être détourné vers Disney afin de consolider News Corporation. Peu après, Ray Watson contacte l'entreprise Morgan Stanley pour des conseils pour contrer cette potentielle attaque et juste un voyage à Paris en prévision d'un parc à thèmes en Europe, Watson et Miller s'arrêtent à New York pour rencontrer des conseillers de Morgan Stanley dans des bureaux de l'Exxon Building. À la suite de cette entrevue, Disney doit augmenter sa ligne de crédit auprès de Bank of America, alors de 300 millions d'USD même si cela pourrait renforcer l'idée d'une bataille imminente. La ligne de crédit, de 1,3 milliard d'USD est validée le 27 mars 1984, après le voyage en France.
À la même période, fin mars, l'équipe autour de Roy E. Disney est conviée à New York pour la conclusion de l'étude de Lazard Frères. Il y a Stanley Gold, Patty Disney, Frank Wells et Mark Siegel, collègue de Gold. Le cabinet conclut que Walt Disney Productions a une valeur moyenne de 82 $ l'action dont 30 % représente le studio et son catalogue, le reste représentant les parcs à thèmes et le foncier. Mais l'étude n'a pas réussi à déterminer les options d'achats de l'intégralité de l'entreprise Disney car elles sont supérieures à deux milliards d'USD.
Le 29 mars 1984, Reliance Group au travers d'une filiale soumet le formulaire Schedule 13D indiquant qu'elle a acquis depuis le 9 mars 6,3 % de Disney dans un but d'investissement. Saul Steinberg n'est pas connu de Watson et Miller mais sa réputation dans les milieux financiers attirent des investisseurs et l'action monte de 4 $.

### Avril 1984: Organiser la lutte contre Saul Steinberg
Le 1er avril 1984, Miller et Watson sont de retour à New York chez Morgan Stanley pour analyser la situation avec une troisième revue de la société. Pour rappel, les deux autres analyses aussi en cours à New York sont celle de Reliance en interne et celle demandée par Roy Disney chez Lazard. Les conseillers de Morgan Stanley évoquent les peu nombreuses possibilités de contrer une OPA : les joyaux de la couronne, le chevalier blanc, la pilule empoisonnée ou le rachat des actions, dans le cadre du chantage financier. La majorité de ces méthodes découpe l'entreprise et le rachat d'actions coute cher. Le 4 avril 1984, Watson retourne à Los Angeles dans le même vol que Joe Flom un des conseillers de Morgan Stanley et ce dernier promet de rencontrer Steinberg à une conférence initiée par la banque Drexel Burnham Lambert.Stein berg accepte mais ne se présente pas au rendez-vous prévu le 9 avril.
Durant les deux premières semaines d'avril 1984, de nombreuses personnes, investisseurs, banquiers et conseillers financiers contactent Reliance Group pour clarifier les intentions de Saul Steinberg. Steinberg répond qu'il n'a aucune intention particulière même si chacun lui soumet différentes propositions, comme le développement du catalogue, des licences ou des parcs partout dans le monde. Reliance poursuit ses achats d'actions est atteint le 9 avril, 8,3 % de Disney, et 9,3 % le 11 avril.
Mi-avril 1984, durant des réunions pour de nouveaux pavillons pour EPCOT menées par WED Enterprises, Watson rencontre des personnes, certaines sont des amis pour développer le complexe de Floride. L'un d'eux est Roger Hall, ancien voisin et président d'Arvida Corporation, une société de développement immobilier. Ron Miller est entré en contact avec Sidney Sheinberg président de Music Corporation of America qui possède alors Universal Pictures pour voir commun les deux groupes peuvent se soutenir. Sheinberg oublie de préciser à Miller qu'il est déjà en contact avec Gold et Roy Disney pour prendre le contrôle de Disney.

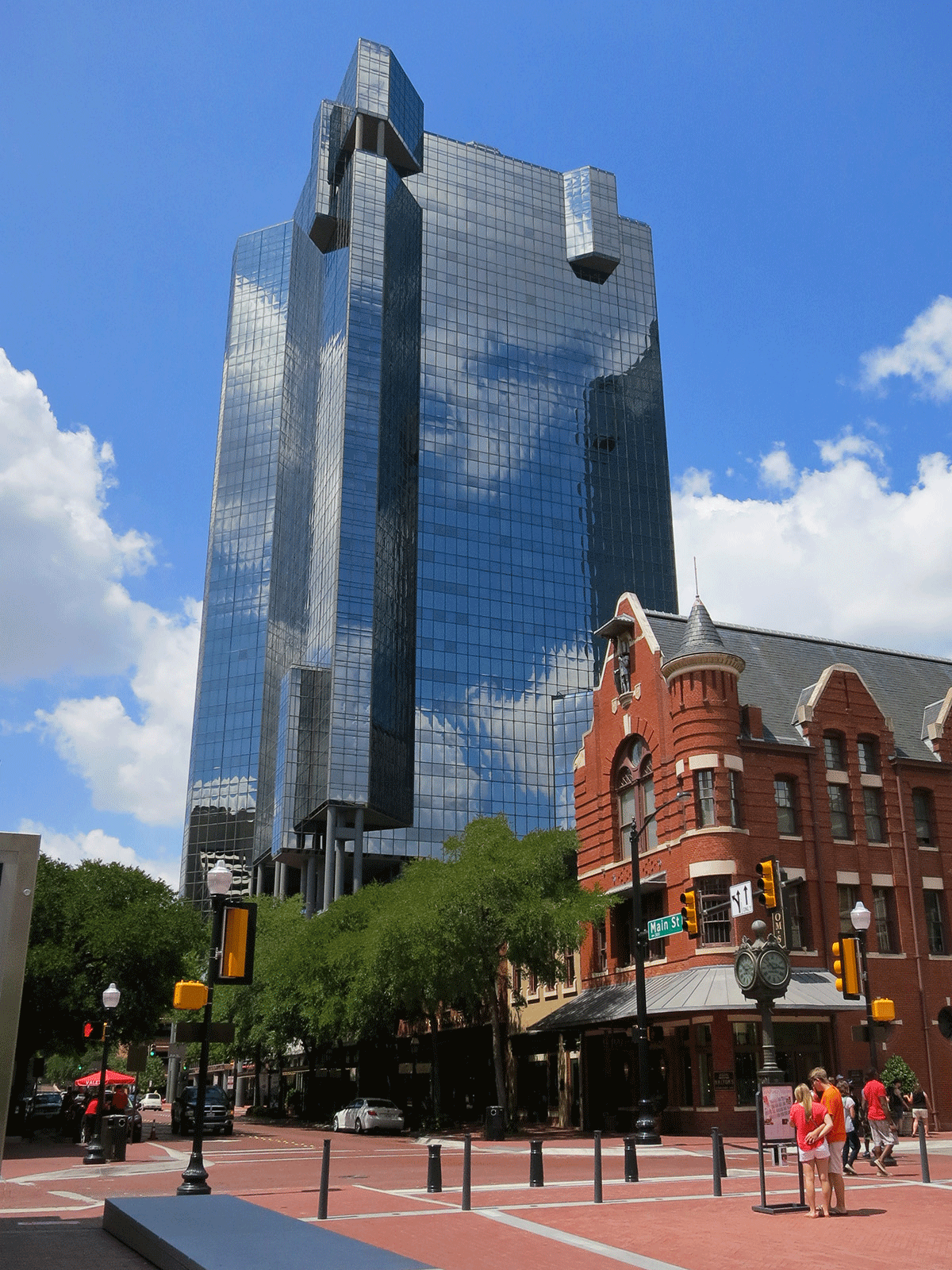
Siège social de Bass Brothers à Fort Worth au Texas.

Courant avril, Jonathan T. Taplin supervise la post-production du film Baby : Le Secret de la légende oubliée aux Walt Disney Studios Burbank. Il revient de Côte d'Ivoire et pour s'occuper il consultait les documents internes mis à sa disposition dont des rapports financiers. Il est parvenu au même constat que les financiers et se souvient du refus de Richard Rainwater de Bass Brothers, il le contacte pour lui donner son avis sur Disney. Taplin doit en plus produire un autre film avec Disney, Les Aventuriers de la 4e dimension. Taplin se rend à Fort Worth au siège de Bass, avec comme objectif d'obtenir une prime pour le tuyau. Rainwater lui répond que l'info est intéressante mais que la majorité des capitaux de Bass sont bloqués dans une participation de 9,9 % de Texaco et que le but est d'atteindre 25 % mais que cela nécessite deux milliards de dollars. De retour à Burbank, Taplin se sent confiant et propose ses services à Ray Watson et mentionne son entrevue avec Rainwater. Or Watson et Rainwater se connaissent déjà, Watson ayant refusé un poste chez Bass après son départ de la société Irvine Company en 1977. Rainwater propose à Watson de créer une équipe pour sauver Disney. L'entreprise Bass a acheté en 1983, l'entreprise Arvida à la Penn Central alors en faillite grâce à un effet de levier en déboursant seulement 20 millions d'USD. Rainwater suggère à Watson que Disney d'achète Arvida.
Durant les deux dernières semaines d'avril, Stanley Gold et Frank Wells rencontrent à plusieurs reprises les conseillers de la banque Drexel Burnham Lambert dont Michael Milken pour envisager l'achat de Disney. En parallèle, des opérateurs de marché comme Ivan Boesky prennent des participations dans Disney et contactent Raymond Watson pour se présenter comme nouvel actionnaires et demander des faveurs ou informations.
Fin avril 1984, sur les suggestions du vice-président de la communication, Watson et Miller engage Richard E. Cheney de Hill & Knowlton, l'une des deux agences de relations publiques spécialisées dans les fusions acquisitions, l'autre étant liée à Saul Steinberg. Cheney propose d'envoyer un rapport annuel aux actionnaires et en échange d'une carte de retour, un gadget quelconque leur sera renvoyé, par exemple un Donald Duck. Cette manœuvre permettrait de connaître les actionnaires finaux, cachés derrière des fonds ou autres organismes financiers dans le cadre d'une bataille de procurations mais Watson trouve l'idée ridicule.
À la même période, Raymond Chambers, président de Wesray Corporation lit un article sur la position de Disney attaquée par Steinberg et se dit que Disney pourrait être intéressé par la société Gibson Greetings acquise deux ans plus tôt. L'action est tombée à 18 $ l'une depuis la fin 1983 mais représente une valeur boursière totale de 45 millions d'USD mais une vente à Disney lui permettrait de gagner beaucoup (70 millions lors de l'introduction en bourse). Chambers contacte Peter Lawrence Kellner de Morgan Stanley pour lui proposer l'idée. Kellner traite au même moment avec Irwin L. Jacobs qui propose que Disney achète une société qu'il vient d'acquérir Minstar, une société de déménagement et de stockage.
Le 20 avril 1984, Bass Brothers vend sa participation dans Texaco pour 1,28 milliard d'USD, faisant un profit de 400 millions d'USD.
Le 25 avril 1984, Reliance émet une version amendée du formulaire Schedule 13D indiquant son intention d'atteindre les 25 % de Disney.
Au sein de l'entreprise Disney, le salaire des directeurs est depuis longtemps un tabou, le salaire moyen étant très bas, au point que le studio est exclu des études de la profession pour ne pas fausser les moyennes. Le salaire de Ron Miller, bien que PDG, est alors de 375 000 USD annuel, l'un des plus bas en dehors des six majors Seul les producteurs externes recrutés par Richard Berger ont des salaires alignés sur le marché. De même, suivant la tradition mise en place par Walt Disney, les employés de Disney n'ont pas de contrat de travail, situation qui risque d'être problématique en cas de rachat. Pour résoudre en partie le problème, le 30 avril 1984, le comité de direction réuni pour un comité des rémunérations décide de nouveau salaire, 500 000 USD pour Miller et 425 000 USD pour Watson, dont les contrats sont prolongés de deux ans. D'autres détails sont votés lors de cette session comme l'un écourtant le délai pour organiser une assemblée extraordinaire ou allongeant le délai de vote à 40 jours en cas de votes par procuration.

### Mai 1984: Négociations pour les achats d'Arvida et de Gibson Greetings

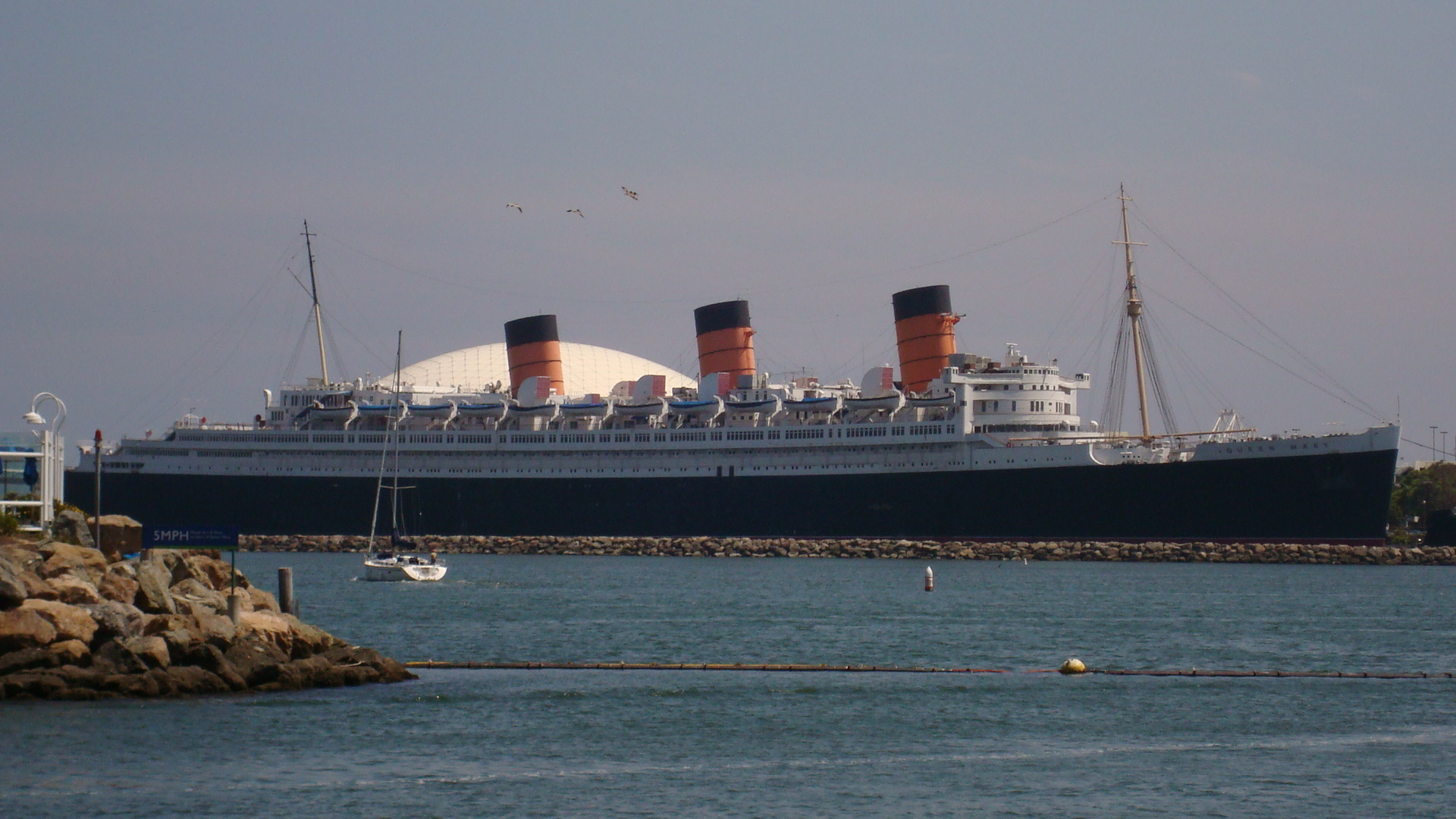
Le complexe autour du Queen Mary de la Wrather Corp.

L'augmentation des salaires des directeurs de Disney est un mauvais signal pour la presse qui y voit des parachutes dorés. Le 1er mai 1984, Watson et Miller retournent à New York chez Morgan Stanley et lancent un projet nommé Fantasy pour faire le tour des candidats à une possible fusion-acquisition. Parmi les cibles potentielles, John Taylor liste American Broadcasting Company, Binney & Smith Company qui produit les crayons Crayola et la Wrather Company,.
Le 9 mai 1984, Richard Rainwater appelle Charles "Chuck" Cobb le directeur général d'Arvida pour lui proposer de fusionner avec Disney. Le lendemain, Cobb est à Fort Worth et discute avec Sid Bass et Rainwater du prix de vente d'Arvida, qu'ils estiment à 300 millions d'USD. Pour rappel, Arvida était valorisée à 203,7 millions d'USD six mois plus tôt quand Bass a pris une participation dans Arvida. Si Disney achète Arvida, Bass Brothers deviendrait l'un des actionnaires majoritaires de Disney, juste derrière le Reliance Group de Saul Steinberg.
Le 15 mai 1984, Sid Bass et son associé Al Checchi rencontrent Watson et Miller. De son côté, les directeurs de Disney se sont accordés pour une offre d'achat à 175 millions d'USD, et un prix maximum de 225 millions d'USD. Watson révise ce prix maximal à 200 millions par peur d'éventuels procès des actionnaires mécontents. Même s'il connait bien le monde de l'immobilier, Watson doit prendre la responsabilité de cette acquisition qui semble éloignée de l'activité de base de Disney. Le 16 mai 1984, les négociations débutent avec en plus Chuck Cobb. Checchi annonce que lui et Sid acceptent la proposition à 200 millions à condition que Cobb donne son accord. Cobb donne son accord. Le même jour, en raison de rumeurs d'une possible acquisition, Roy Disney soumet une lettre aux membres du comité direction exprimant sa réprobation en cas de changement de l'actionnariat.

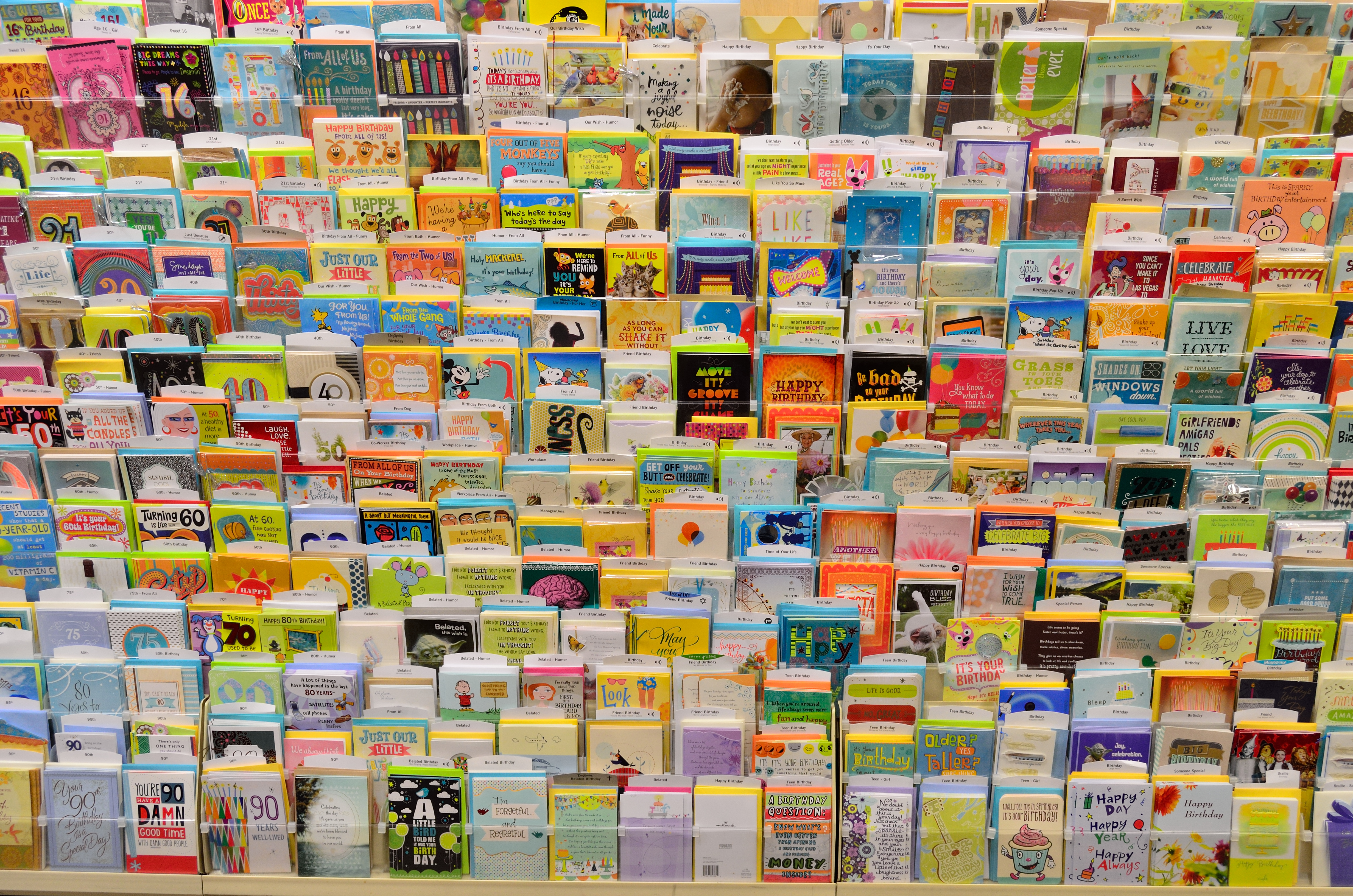
étal de carte de vœux.

Le matin du 17 mai 1984, l'achat d'Arvida est validé en assemblée générale extraordinaire par le comité de direction sans aucun problème, les membres se fiant au jugement de Watson,. Caroline Ahmanson s'est abstenue car elle était en déplacement au Moyen-Orient et ne parvenait pas à écouter les discussions. La réunion permet aussi de valider des augmentations de salaire des quatorze hauts dirigeants de l'entreprise comparables à celles de Watson et Miller. L'après-midi, une conférence de presse annonce la transaction tandis que les employés de Morgan Stanley rédigent le contrat. Le prix de l'action Disney est au moment de la transaction de 63,62 $ et la société émet donc 3,14 millions d'actions. Toutefois une clause de collar est ajoutée.
La société Arvida est achetée officiellement en mai 1984 par la Walt Disney Productions pour 200 millions d'USD, soit 3,3 millions d'actions,. L'achat par Disney est motivé par la volonté de diluer l'action de Disney afin de contrer la tentative d'OPA de Saul Steinberg, ce rachat ayant conduit à une prise de participation de Bass Brothers à hauteur de 5,9 % dans Disney,. La participation de Steinberg chute de 12,1 % à 11,1 % comme celle de Roy Disney qui sont indignés. Steinberg et Roy Disney stoppent insatisfaits leur relations avec le cabinet Drexel Burnham Lambert.
Fin mai 1984, le magazine Forbes publie un article dans le lequel une tête de Mickey est mise en joue par un fusil avec la légende « Toc, Toc, c'est Saul Steinberg ». Le magazine est daté du 4 juin 1984 mais disponible en kiosque deux semaines avant.
Le 21 mai 1984, les responsables de Disney sont à nouveau à New York pour rencontrer le président de Bally Manufacturing, une société de jeu d'arcade et de pinball. Après deux jours de discussions, les deux parties s'accordent que des synergies ne sont pas possibles. De même, l'idée de fusion avec Crayola est abandonnée. En parallèle, l'idée de fusion avec Gibson Greetings s'est rapidement développée. Barton Boyd, directeur de Disney Consumer Products, alors basé part à New York contacte Miller et Watson pour confirmer l'intérêt d'acheter Gibson. Disney ne possédant pas de filiale pour les objets imprimés de type carte postale ou papier cadeau, les avantages d'une synergie sont tous trouvés aussi bien du côté de Disney que de Thomas Cooney, William Simon ou Ray Chambers. Mille, Watson, Boyd, Cooeny, Simon et Chambers se retrouvent à Cincinnati dans les locaux de Gibson et en trois jours, la transaction est lancée le 25 mai 1984. Cooney propose toutefois d'attendre la fin du Memorial Day, le 28 mai 1984, afin de passer en revue l'entreprise visée. Le prix d'achat proposé est d'une action Disney, alors à 64 $ pour deux actions Gibson.
Le 25 mai 1984, Reliance intente une action en justice en Californie pour dénoncer l'achat d'Arvida, au motif qu'il n'est pas dans les intérêts de l'entreprise. En parallèle, elle amende le formulaire Schedule 13D et annonce son intention de monter à 49,9 % des actions grâce à l'aide du cabinet Drexel Burnham Lambert, qui travaillé la semaine précédente avec Roy Disney.
Le 28 mai 1984, à l'occasion du mariage de Roy P. Disney avec Linda Ross aucun des membres de la famille du côté de Walt n'est invité ni les directeurs de Walt Disney productions à l'exception de Richard Morrow. Morrow propose à Stanley Gold de réconcilier les deux côtés de la famille. Durant la nuit du dimanche 29 mai 1984, Stanley Gold reçoit un appel du cabinet Drexel pour proposer à Roy E. Disney de se joindre à Saul Steinberg. Gold se dit intéressé mais à condition d'avoir les studios et les droits d'auteurs. Le mardi 31 mai 1984, Ron Miller contacte Gold à la suite d'une discussion avec Morrow, première discussion entre les deux hommes et ils conviennent de se voir. Ce même mardi, Reliance entame un second procès contre Disney au sujet d'Arvida au niveau fédéral. À peine quelques jours après avoir annoncé son intention d'acheter près de la moitié de la société, Reliance et Steinberg donnent tous les signes d'une guerre de procurations. Mais les deux messages démontrent une forme de confusion au sein de Reliance car soit Steinberg achète l'entreprise et installe qui il veut à la direction, soit il conserve sa participation et demande un changement de direction aux actionnaires. L'action Disney perd 4 $ en une journée. Quoi qu'il en soit, Watson et Miller décident de poursuivre leur projet d'acheter Gibson.
Le 30 mai 1984, Gold est à New York pour plusieurs affaires dont l'une est de répondre à l'offre de Steinberg, 350 millions d'USD pour le studio Disney et les droits sur les produits dérivés. Avant la finalisation de l'achat d'Arvida, Roy Disney possède 5 % de Disney au travers de Shamrock et Saul Steinberg en possède 12 %, ce qui représente une force de négociation non négligeable. Mais la somme demandée par Roy est trop basse, Steinberg veut plus et conserver les droits d'auteurs, aucun accord n'est conclu.

### Juin 1984: Arvida, oui; Gibson, non
Le 1er juin 1984, Gold rencontre Watson et Miller à Burbank et l'un des sujets de discussion est l'achat d'Arvida, critiqué par plusieurs groupes. Gold indique que Bass Brothers a acquis la société Arvida huit mois plus tôt pour 200 millions d'USD, en majorité emprunté et qu'après avoir épongé la dette de 70 à 80 millions d'USD, l'entreprise doit valoir 120 ou 130 millions d'USD. La société Bass considère que les 70 millions ne sont pas une dette mais une vente.
Le 4 juin 1984, les actionnaires de Gibson Greetings négocient l'achat par Disney. Un accord est trouvé tard dans la nuit pour 307 millions d'USD avec une clause de dédommagement de 7,5 millions d'USD en cas d'abandon de la transaction. La transaction est officialisée en comité de direction le lendemain, en même temps qu'un amendement à l'achat d'Arvida nommant Richard Cobb au comité directoire. Une fois les deux transactions finalisées, la part de Steinberg sera en dessous des 10 %.

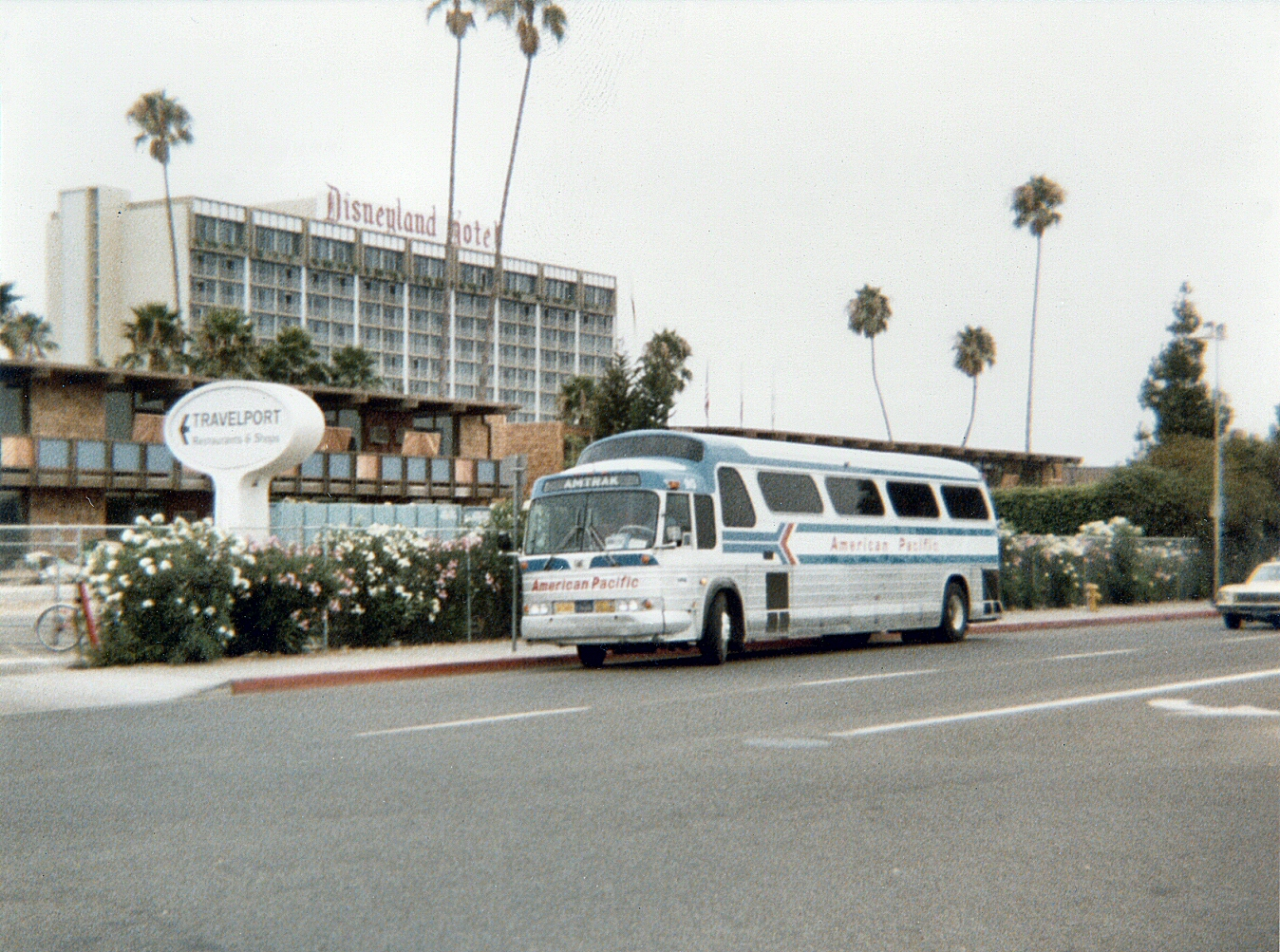
Le Disneyland Hotel en 1980, détenu par la Wrather Company.

Le 6 juin 1984, Disney finalise son achat d'Arvida Corporation pour 200 millions d'USD,,. Ce même jour, Ray Watson et Ron Miller informe Stanley Gold de l'achat de Gibson Greetings, entreprise qu'il ne connaît pas, avant qu'il l'apprenne par la presse. Watson et Miller s'expliquent qu'ils souhaitent que Roy revienne à la direction et que cette seconde transaction n'est pas pour lui faire du tort. Le même jour, Ray Watson rencontre Jack Wrather dans l'optique d'acheter au moins le Disneyland Hotel détenu par la Wrather Company.
Le 7 juin 1984, le New York Times rapporte l'annonce officielle de l'accord d'achat de Gibson Greetings par Disney pour 337,5 millions d'USD. L'article confirme l'achat d'Arvida donnant à Bass Brothers 6,1 % du capital de Disney. D'après les calculs du New York Times, la participation de Saul Steinberg alors de 11,1 % devrait chuter entre 9,9 % et 9,5 %. La part de Roy Disney est alors de 4,5 %. L'article du New York Times mentionne que l'offre pour Gibson oscille entre 4,5 et 6,2 millions d'actions Disney pour les 10,6 millions d'action de Gibson soit entre 310 et 337,5 millions d'USD. Ce jour-là, Irwin L. Jacobs découvre dans le Wall Street Journal la transaction pour Gibson qu'il estime sous-évaluée avec l'action Disney à 64,25 $. Il est appelé par Mike Milken qui lui propose au nom de Stein berg de se joindre à l'achat. Jacobs propose d'aider Steinberg à hauteur de 35 millions d'USD.
Gold provoque une réunion des proches de Roy le samedi 9 juin 1984, dont Cliff Miller, Mark Siegel et Frank Wells. Watson et Miller espèrent que les achats d'Arvida et Gibson freinent les ardeurs de Steinberg même c'est le contraire qui se produit. Ce n'est qu'après l'officialisation de l'achat d'Arvida que le Reliance Group s'intéresse à un achat de Disney et non plus un simple investissement. De nombreuses rumeurs font état d'une frénésie d'acquisitions ou d'émissions d'actions par Disney pour contrer Steinberg, comportement qu'il veut faire passer pour irrationnel et autodestructeur de la part de la direction actuelle, justifiant une acquisition et un changement de direction. Avec son équipe, il réalise un voyage en Floride pour survoler Walt Disney World et les propriétés d'Arvida tandis que les analystes internes réalisent une seconde analyse sur une acquisition de Disney au lieu d'une simple participation. Toutefois même si Steinberg et Reliance parviennent à réaliser un montage financier à hauteur de 1,5 milliard d'USD, l'achat de l'intégralité des actions nécessite 2,4 milliards d'USD qu'ils doivent trouver auprès d'autres investisseurs comme Roy Disney, prêts à investir en échange d'une part du gâteau. Alors que beaucoup d'investisseurs pensaient que l'action Disney allait baisser après l'achat d'Arvida, elle a pris un peu de valeur et donc aucun n'a vendu ses parts.
Le 8 juin 1984, la société MM Acquisition Corporation (MM pour Mickey Mouse) détenue par le Reliance Group de Saul Steinberg lance une offre à 67,50 USD par actions,. Cette société est aussi détenue par la Fisher Brothers, des amis de Steinberg, et Tracinda de Kirk Kerkorian. Kerkorian, alors propriétaire de Metro-Goldwyn-Mayer et United Artists, soutient Steinberg à hauteur de 75 millions d'USD avec une option d'achat des studios pour 447,5 millions d'USD. L'entreprise de construction Fisher Brothers a investi la même somme en échange d'une partie des terrains non développés de Walt Disney World. Les autres investisseurs comme Irwin Jacobs auront des obligations spéculatives. La filiale financière de Reliance publie une lettre ouverte à la direction de Disney annonçant une offre d'achat à 67,5 $ l'action, soit 2,5 $ au-dessus du cours et avec pour échéance le 11 juin 1984. Une offre basse propose l'achat de 37,9 % des actions de Disney pour atteindre 49 %.
Le 9 juin 1984, la direction de Disney fait une revue des différentes possibilités de contrer l'offre et accepte le chantage financier. Le 11 juin 1984, Disney rachète à Reliance 4,2 millions d'actions (soit 11,1 % du capital) pour 328 millions d'USD,. Une conséquence redoutée par Stanley Gold est la chute de l'action Disney suite ce chantage, de 7 $ à 46 $. L'information est publiée dans la presse par Reuters quatre heures avant l'annonce officielle, et fera l'objet qu'une plainte et une enquête de la SEC. Le  13 juin 1984, le New York Times critique la technique du chantage financier que Disney a été contraint d'accepter et cite Dean LeBaron, président de Batterymarch Financial Management qui déteint 70 000 actions de Disney qui souhaite que cette manœuvre soit interdite. Le journal évoque quatre chantage depuis mars 1984 dont celui de Bass Brothers sur Texaco de 1,258 milliard d'USD pour 9,9 % des parts, celui de Rupert Murdoch sur Warner Communications de 180,6 millions d'USD pour 7 %, ou Saul Steinberg sur Quaker Stater de 47,1 millions d'USD pour 8,9 %. Le Washington Post publie un article similaire quatre jours plus tard.
Le 17 juin 1984, Gold propose à Watson que Roy Disney réintègre le directoire avec lui-même et Frank Wells. Miller refuse l'arrivée de Wells sous prétexte que son arrivée favoriserait la production cinématographique au détriment des parcs et Dick Nunis donnerai sa démission. L'équipe de Roy Disney se considère alors comme des actionnaires renégats et prévoit d'aller en justice pour stopper l'achat de Gibson. Gold a poursuivi ses achats d'actions de Disney, dépassant les 5 % et Roy Disney doit désormais remplir le formule Schedule 13D avant le 22 juin 1984.
En parallèle, l'action Disney continue de chuter et en raison des conditions d'achat de Gibson Greetings nécessite 1,2 million d'actions supplémentaires. En conséquence l'offre d'achat sur Gibson, le troisième imprimeur de carte postale aux États-Unis atteint les 330 millions d'USD. Les actionnaires de Gibson détiendraient 15 % de Disney et non plus 13,7 %.
Le 21 juin 1984, le journaliste financier Dan Dorfman écrit dans le Chicago Tribune et le New York Daily News annonce une bataille de procurations menée par Roy Disney. Gold pense pouvoir exploiter le chaos lié à cette annonce. Le même jour, Stanley Gold et Peter Dailey intègre le directoire de Disney.
Le 26 juin 1984, Gold et Dailey rencontrent Sid Bass à New York. Bass considère l'achat d'Arvida comme du passé sur lequel on ne revient pas et celui de Gibson comme une erreur. L'action de Disney était déjà sous-évaluée à 53 $ quand Irwin Jacobs a commencé à investir en mars et comme l'action est désormais tombée à 47 $, il demande à son banquier une rallonge pour poursuivre ses achats, obtenant 4 millions d'USD. Le 29 juin 1984, une clause de collar obligerait Disney à émettre plus de 5 millions d'actions pour acheter Gibson et Watson s'y refuse. Il prend contact avec Raymond Chambers pour renégocier la transaction, trois semaines avant l'échéance. De nombreuses discussions sont tenues les jours qui suivent. Déjà expérimenté dans le domaine, Ray Watson était sûr de lui concernant l'achat une entreprise immobilière comme Arvida mais pour une entreprise de carte de vœux qui dépend des produits dérivés, domaine confié à Ron Miller, ce dernier avoue ne pas être assez expérimenté pour juger. Mais Chambers refuse.

### Juillet 1984: L'achat de Gibson rassemble contre la direction
Le lundi 1er juillet 1984, Stanley Gold apprend par la presse que l'offre d'achat de Gibson a été abaissée de 40 cents par actions Disney. Gold informe Roy Disney alors en vacances à Hawaï que l'achat est surévalué de 150 millions d'USD. Il contacte Ray Watson qui l'avait appelé durant la nuit pour l'informer d'une annulation imminente et exprimer sa désapprobation de la tournure des événements, mettant en péril un rapprochement entre les deux côtés de la famille Disney. D'autres appels suivent comme ceux de Sid Bass à Watson et Gold pour se plaindre du nouvel accord. Gold argumente que la société Gibson est valorisée à 162 millions d'USD alors que Disney fait le double et que Disney possède déjà les droits d'auteurs alors que Gibson en à besoin. Disney pourrait développer sa propre filiale de carte de vœux sans débourser une somme importante même si plusieurs années seraient nécessaires pour atteindre la part de marché de Gibson. Gold et Bass sont alors d'accord qu'ils ne souhaitent pas que William Simon possède un sixième de Disney grâce à l'achat de Gibson.
Le 12 juillet 1984, Watson et Roy se rencontrent dans un restaurant du Lakeside Golf Club à Burbank pour essayer d'arrondir les angles et Roy évoque ses difficultés avec Ron Miller. Après le repas, Watson apprend que les avocats de Lilian Disney et sa fille Sharon demandent un rendez-vous pour annuler les achats d'Arvida et Gibson dont elles n'étaient pas informées, perdant 20 % de leurs fonds. Watson comprend que Miller malgré sa position d'époux de Diane ne communique pas avec le reste de la famille et la colère de Lilian a failli lui faire vendre ses actions lors de l'attaque de Steinberg.
À la suite de leur nomination au comité de direction de Walt Disney Productions, Stanley Gold, Peter Dailey et Roy Disney doivent travailler avec la direction le bien de l'entreprise. Ils rencontrent ainsi les présidents des divisions, Jim Jimirro de Disney Channel, Richard Berger pour les studios et Dick Morrow conseiller général. L'un des buts de Roy est de relancer la production cinématographique avec 12 films par an soit au même niveau que les autres majors d'Hollywood. Berger s'interroge si c'est possible. Gold rencontre Ron Miller le 20 juillet et avec le succès de Splash. Gold propose à Miller que Roy occupe un poste au sein du studio mais Miller ne voit pas où. De son côté Roy a contacté Michael Eisner pour savoir s'il est intéressé par un poste chez Disney au côté de Frank Wells.
Au milieu du mois de juillet Gold qui représente Roy Disney découvre qu'Irwin Jacobs, comme Sid Bass et Ivan Boesky sont contre l'achat de Gibson, soit quatre des plus importants actionnaires. L'achat de Gibson est revoté le 16 juillet 1984 mais avec 9 voix en faveur contre 4, les nouveaux membres du comité Roy Disney, Peter Dailey, Stanley Gold et Chuck Cobb. Le 18 juillet 1984, la société Jefferies & Company achète 1,2 million d'actions de Disney soit 3,5 % de l'entreprise pour des investisseurs non identifiés mais dans les comptes sont domiciliés pour la moitié d'entre eux à la First National Bank de Minneapolis. Et l'un des résidents de cette ville est Irwin Jacobs, qui avec sa précédente participation dépasserait désormais les 6 % et serait contraint de soumettre un formulaire Schedule 13D. Jacobs le soumet avec 5,9 % en fin de journée, possédant donc plus que Roy Disney ou les Bass.
Fort de sa participation, Jacobs contacte Raymond Watson le 23 juillet 1984 pour contester l'achat de Gibson. Le 26 juillet 1984, Jacobs entame avec ses avocats à New York des actions pour provoquer une assemblée générale extraordinaire pour s'opposer à l'achat de Gibson. Il doit toutefois selon les lois de Californie rassembler 10 % des actionnaires. Le même jour, aussi à New York, Ray Watson et Ron Miller discutent chez Morgan Stanley d'associer Disney à une autre groupe. Le vendredi 27 juillet 1984, Jacobs envoie un ultimatum aux directeurs de Disney donnant jusqu'au lundi 30 juillet. Plusieurs des directeurs étaient en déplacement et n'ont pas pu prendre en compte cet ultimatum. Le 30 juillet 1984, Jacobs dépose sa plainte en justice. Devant tous ces événements, Watson considère désormais que l'achat de Gibson doit être annulé.
Fin juillet à la suite de la gronde des actionnaires, le prix d'achat de Gibson est revu à la baisse pour 40 millions d'USD.

### Août 1984: Annulation de l'achat de Gibson
Le 4 août 1984, Stanley Gold et Richard Rainwater se rencontrent et évoque les souhaits de Roy et l'idée de placer Frank Wells à la tête de Disney. Rainwater souhaite rencontrer Wells, ce qu'ils font le weekend suivant à Nantucket. Le 6 août 1984, Ray Watson rencontre Philip M. Hawley, membre extérieur du directoire depuis de nombreuses années et aussi en proie à une bataille financière autour de sa société propriétaire de Neiman Marcus et Bergdorf Goodman et convoitée par The Limited de Les Wexner. Watson demande des conseils à Hawley qui vient d'utiliser la méthode des joyaux de la couronne pour protéger son entreprise.
Le 17 août 1984, sous la menace d'une bataille par procurations d'Irwin L. Jacobs, la direction de Disney, annule l'achat de Gibson, cinq jours avant sa clôture,. Le même jour, avant l'annonce officielle, Gold et Watson rencontrent Hawley et l'un des sujets évoqués est la position de Ron Miller. Les trois hommes concèdent que malgré son poste de directeur général (CEO) dans les faits Ray Watson prend les décisions difficiles et dirige l'entreprise, le sujet devant être abordé au prochain comité de direction. C'est Hawley qui prend en charge l'annonce à Miller tandis que Frank Wells, ami de Miller doit être proposé pour prendre sa place. Le quatrième vote concernant l'achat de Gibson se fait à 13 voix contre une, celle de Robert Balwin, ancien directeur de Morgan Stanley qui aurait touchait 1 % d'honoraires pour la transaction soit 3 millions d'USD. L'autre sujet est la création d'une commission externe pour discuter de toutes les alternatives, de la vente de Disney à un chevalier blanc à un changement de direction, prévu le 4 septembre 1984. Même si rien n'est évoqué durant la réunion, Hawley demande à voir Miller à part, furieux de se voir évincer il part voir Ray Watson qui confirme la situation, Miller pleure et quitte le studio abattu et silencieux avec le conseil de prendre un avocat. Il part officiellement en vacances à Aspen mais quelques personnes savent qu'il ne reviendra pas. La famille Disney représentée par Ron Miller, gendre de Walt Disney, abandonne ainsi la gestion de l'entreprise.
De son côté, le président de Gibson Thomas M. Cooney accuse Disney d'avoir cédé à Jacobs. Le contrat entre Disney et Hallmark Cards devant s'achever fin 1984, un transfert de licences est évoqué principalement pour éviter des représailles judiciaires. Disney propose des indemnités à hauteur de 7,5 millions d'USD,. Les propositions ne sont acceptées par Gibson qu'en février 1985.
Avec l'annulation de l'achat de Gibson Greetings, Irwin Jacobs annule sa plainte en justice et sa tentative de bataille par procurations mais il reste le premier actionnaire de Disney. Et ses intentions restent vague mais à la différence de Steinberg il demande une entrevue avec Raymond Watson.
Après cette échéance sur Gibson Greetings, Gold et Wells contactent Michael Eisner qui n'a alors aucun retour de ses amis Barry Diller alors président de Paramount Pictures et Marvin Davis qui cherche à mettre Diller à la tête de la  20th Century Fox et lui demande s'il est intéressé par un poste chez Disney. Eisner est enthousiaste à cette idée, passionné par la télévision et le cinéma même si rien n'est fait.
Le 28 août 1984, Watson accueille Jacobs aux studios et mange avec lui au restaurant du studio devant tous les employés. L'après-midi, Watson rencontre les avocats de Retlaw, le fond de Lilian Disney et sa fille Sharon. Watson informe les représentants de la famille de Walt que Ron Miller est parti. Il souhaite avoir leur avis, car Lilian est en froid avec Ron Miller à la suite de la séparation d'avec sa fille Diane,.

### Septembre 1984: Nouveaux directeurs
Stanley Gold, Ray Watson et Michael Eisner se rencontrent le 1er septembre 1984 dans la maison de ce dernier à Bel Air, acheté grâce à un prêt de la Paramount d'1,25 million d'USD. Eisner explique qu'une des raisons de son départ de Paramount est que la courbe de croissance du studio, au contraire de Disney, a atteint en 1984 un sommet avec entre 12 et 15 films par an. Entre 1977 et ,1984, les revenus de Paramount sont passés de 40 millions d'USD à 145 millions d'USD et pour faire plus, comme le souhaite Martin Davis, il faudrait produire plus de 24 films à succès par an, objectif difficile voir impossible. Watson comprend parfaitement, Eisner ajoute que c'est parce que Disney est en difficulté, comme ABC et Paramount avant son arrivée, que le poste l'intéresse. Watson rencontre Frank Wells le lendemain, 2 septembre 1984. De son côté Phil Hawley propose Dennis Stanfill que Watson rencontre le 3 septembre 1984, Stanfill est un ancien directeur de la 20th Century Fox, parti après le rachat par Marvin H. Davis.
Les membres externes du comité de direction, Phil Hawley, Bob Baldwin et Caroline Ahmanson, se réunissent le 6 septembre 1984 pour étudier les candidats. Le même jour, Ron Miller se présente au studio pour défendre ses actions récentes comme le succès du label Touchstone Pictures, l'achat d'Arvida Corporation ou les premières discussions pour un parc Disney en France. Le comité de direction valide le limogeage de Ron Miller le lendemain 7 septembre 1984. Ce même jour, Eisner présente sa démission à Martin Davis et rentre chez lui pour attendre l'annonce de sa nomination chez Disney. Sans retour, Eisner se présente aux bureaux de Shamrock où Stanley Gold vient de revenir de Disney et il découvre qu'aucune décision n'a été prise concernant un nouveau directeur général (CEO). Eisner et Gold sont d'accord que la pagaille règne chez Disney. L'annonce du départ de Miller est dévoilé le New York Times du dimanche 8 septembre 1984 qui écrit que le chef de Disney a été mis à la porte et que la prime versée à Steinberg est critiquée,,. Ce même weekend, Barry Diller informe Eisner le samedi 7 septembre de son départ de Paramount pour la 20th Century-Fox.
Le lundi 10 septembre 1984, Watson rencontre Dennis Stanfill avec Phil Hawley pour le poste de directeur général de Disney. La semaine du 10 septembre 1984, Eisner a quatre propositions de postes. Diller contacte Eisner pour lui proposer un poste à la Fox, tandis qu'ABC lui propose de diriger une nouvelle filiale de production cinématographique. Toutefois la direction de Disney, en particulier Watson, reste incertaine. Le jeudi 13 septembre 1984, Watson propose ainsi à Wells de diriger la division commerciale cinématographique, poste qu'il avait proposé la semaine précédente à Eisner, la direction devant être confiée à Stanfill. Selon Watson, c'est le poste de Richard Berger qui lui a été proposé, la totalité de la division. Pour Stanley Gold, le principal problème pour organiser la succession est l'implication de Phil Hawley avec sa demande d'un profil expérimenté dans les grandes entreprises, qui devient donc son adversaire. Le vendredi 14 septembre 1984, lors de la revue des candidats qui se déroule dans les bureaux de Phil Hawley, Gold s'oppose à Hawley sur sa proposition de Dennis Stanfill, auquel il préfère Michael Eisner qu'il considère comme plus créatif. Gold ajoute que la créativité n'est pas quelque chose que l'on peut acheter, et que la folie d'Eisner est comparable à celle de Walt Disney. La revue des candidats s'achève sans prise de décision. Roy Disney et Phil Hawley se rencontrent le dimanche 16 septembre 1984 pour évoquer des propositions de Roy pour le studio mais comme durant les dix années précédentes, ses idées restent lettre morte.
L'après-midi du 16 septembre 1984, les personnes associées à Roy autour de Stanley Gold se réunissent et font le bilan de leur action. Wells et Eisner n'ont pas été acceptés ni un triumvirat avec Stanfill. Pour le groupe, la meilleure solution est d'avoir Eisner diriger l'entreprise au niveau créatif tandis que Wells s'occupe de la partie financière, imitant la formule Walt Disney-Roy O. Disney. L'échéance est fixée au samedi 22 septembre 1984 durant le vote pour décider de la nouvelle direction. Gold lance une action simple, il va contacter durant la semaine du 17 au 21 septembre chacun de directeurs de Disney quel que soit leur rang mais aussi leurs amis ou connaissances pour les persuader de plaider en faveur du duo Eisner-Wells. En parallèle, Eisner et Wells démarchent et rencontrent chaque directeur. En parallèle, Eisner et Wells démarchent et rencontrent chaque directeur. Durant la semaine, Richard Nunis se propose comme directeur général. Steven Spielberg contacte Watson pour supporter Eisner tandis que les Bass sont en faveur de Wells. Le 17 septembre 1984, Watson demande à Gold de venir dans son bureau pour discuter et lui demande de chercher avant tout un consensus car pour le moment les candidates de chacun sont nombreux et la majorité semble aller vers Stanfill. Le mercredi, Wells appelle Sid Bass pour expliquer qu'il est à l'initiative de la formule Eisner-Wells, Bass plaide alors en faveur du duo. De son côté, Gold appelle Richard Rainwater pour plaider sa cause auprès de Chuck Cobb, Rainwatter lui confirme sa voix.
Les supporters de Stanfill se lancent dans une compagne similaire mais Gold les ayant souvent précédés, les votes ne changent plus. Par exemple, Sid Bass réponds à Stanfill qui l'appelle personnellement, qu'en cas de victoire de Stanfill, il se lancera dans une bataille de procurations. Le point le plus gênant pour Bass reste les changements d'avis de Watson comme sur le chantage financier (en juin), sur l'achat de Gibson (pour en mai puis contre en août), le choix d'Eisner. Pour cette raison, Bass appelle Watson et évoque sa discussion avec Stanfill dont la menace de bataille de procurations. Il ajoute que les principaux actionnaires qui représentent 40 % des actionnaires s'opposent à la majorité des membres du directoire qui souhaitent Stanfill. Bass se lance désormais dans la bataille et propose toute son aide à Gold. Il annonce ainsi avoir acheté un million d'actions de Disney supplémentaire à 60 $ l'une.
Le jeudi 18 septembre 1984, Watson découvre par ses avocats que Lilian Disney supporte le duo Eisner-Wells. Ce même jeudi, Chuck Cobb annonce son intention de devenir CEO mais il découvre qu'il n'a pas le support des Bass, ni Sid Bass, ni Al Checcchi, ni Richard Rainwater. Le vendredi 19 septembre 1984, Bass Brothers publie un formulaire Schedule 13D annonçant détenir entre 5,5 et 8,6 % de Disney. Irwin Jacobs a aussi augmenté sa participation.
Gold se concentre sur un vote essentiel, celui de Card Walker qui risque d'être suivi par Donn Tatum et Dick Nunis. La tâche est confiée à Frank Wells qui rejoint Walker en Arizona où il est parti pêcher. Eisner rencontre Samuel L. Williams (en) et Ignacio E. Lozano Jr. (en) pour les convaincre. Wells obtient l'accord de Walker mais Lozano reste pour Stanfill. Depuis l'Arizona, Walker informe Watson de son changement de vote motivé par le retour de Roy Disney à la direction et que l'arrivée de Stanfill n'apaiserait pas les tensions. Watson décide alors d'informer les autres directeurs qu'il est en faveur du duo Eisner-Wells.
Le samedi 22 septembre 1984, Gold propose un salaire de 750 000 USD par an pour Eisner avec des bonus de performance jusqu'à un million de dollar et 510 000 actions, auquel s'ajoute un bonus de signature d'un an de salaire. Pour Wells, le salaire est de 400 000 USD par an avec des bonus similaires mais inférieurs. La réunion s'est déroulée en plusieurs étapes, d'abord des plaidoyers des directeurs et différents candidats, Eisner et Wells étant représentés par leur avocats, puis ceux des membres internes du directoire avant un vote final des membres externes du directoire. Le vote a été unanime en faveur du duo. Grâce à ce vote, la direction de Disney « appelle à l'aide » Michael Eisner et Frank Wells, le premier sera nommé PDG et le second directeur général financier, effectif au 23 septembre 1984,.
Durant la dernière semaine de septembre 1984, Eisner, Wells et Irwin Jacobs rencontre les Bass à Fort Worth. Le duo de nouveau directeurs vient remercier leur principal soutien tandis que Jacobs souhaite clarifier ses intentions. Sid Bass et Irwin Jacobs s'accordent pour se lancer dans une bataille à celui qui achète le plus d'actions Disney. Cette même semaine, Michael Eisner embauche Jeffrey Katzenberg, alors chez Paramount, pour diriger les studios de télévisons et de cinéma.

### Octobre 1984: Sorties de Boesky et Jacobs
Début octobre, un courtier approche les Bass pour leur vendre 1,52 million d'actions Disney à 60 $ l'une détenues par Ivan Boesky. Apprenant cela Irwin L. Jacobs contacte Sid Bass qui lui confirme l'information. Les deux hommes échangent plusieurs coups de fil pour s'acheter mutuellement leurs actions, mais Bass refuse toute vente. Bass finit par proposer d'acheter les parts de Jacobs à 61 $.
Le 4 octobre 1984, Jacobs annonce renoncer à ses 2,5 millions d'actions de Disney achetées 51 $ l'une. Jacobs a accepté de vendre ses actions à Bass Brothers pour 61 $ l'une,. Bass Bros a acheté pour un total de 2,9 millions d'actions lui permettant d'atteindre 24,8 % de Disney mais dans un rare communiqué de Sid Bass, le groupe annonce qu'il ne souhaite pas gérer l'entreprise,. Malgré des rumeurs contraire, Arvida, ancienne filiale de Bass reste dans le giron de Disney,. Les Bass restent comme prévus des investisseurs passifs.

## Conséquences et analyse
Pour Joe Flower, l'année 1984 est pour l'entreprise Disney l'année où elle touche le fonds, une fin et un commencement. Après la nomination de Michael Eisner et Frank Wells, plusieurs membres du directoire quittent leurs postes Stanley Gold, Peter Dailey et plus tard Philip Hawley. Sharon Disney est nommée au directoire. Ron Miller refuse le contrat de producteur indépendant qui lui a été proposé lors de sa démission et décide de passer plus de temps avec sa femme Diane et s'occuper de leur vignes. Il est crédité sur le film Taram et le Chaudron magique (1986) comme producteur exécutif, mais malgré de bonnes critiques, le film n'attire pas le public.
Du côté des studios, de nouvelles productions plus variées et adultes sont lancées par Jeffrey Katzenberg comme Le Clochard de Beverly Hills (1986), Y a-t-il quelqu'un pour tuer ma femme ? (1986) ou La Couleur de l'argent. Dans le domaine de l'animation, les productions ne sortent que quatre ou cinq ans plus tard mais amorcent la « Renaissance Disney » ou le « Second Âge d'Or de Disney. » De même Katzenberg arrive à vendre des séries télévisées à des chaînes nationales comme la série Les Craquantes à NBC et le créneau du dimanche soir à ABC. En 1986, Richard Nunis, ami de longue date de Ron Miller, déclare publiquement que Walt Disney aurait apprécié les actions de l'entreprise.
À la suite de l'annulation de l'achat de Gibson Greetings par Disney, Gibson accepte le 11 février 1985, les conditions de dédommagements, 7,5 millions d'USD, le remboursement des dépenses engagées et une licence avec Disney Consumer Products pour des cartes postales et du papier-cadeaux avec les personnages Disney,,. Mais les actionnaires de l'entreprise n'ont pas réalisé les profits escomptés. Les problèmes judiciaires de Disney à la suite du chantage financier de Saul Steinberg ne sont pas totalement achevés, car de nombreux actionnaires portent plainte pour traitement inégal, Disney ne leur aurait pas offert la possibilité d'acheter leurs actions au même tarif jugé avantageux. En parallèle, en raison des actions judiciaires, la justice interdit à Reliance d'utiliser l'argent versé par Disney pour le rachat de ces actions. Ironiquement, avec l'évolution de l'action, si Steinberg avait dix-huit mois il aurait obtenu le double de la somme. Son entreprise Reliance demande l'annulation du rachat effectué en juin 1984 ce à quoi Disney s'oppose et considère sans fondement. De son côté, la société Bass Brothers est dissoute en 1985 et les actifs répartis entre les quatre frères, Richard Rainwater se met à son compte et Al Checchi quitte Fort Worth pour mener une carrière politique. Sid Bass investit désormais dans la culture et la société, passant plus de temps à New York.
Du côté des licences, Disney signe un accord pour des jouets électroniques avec une société de San Francisco et lance une version plus rock de Minnie Mouse inspirée par Madonna dans Totally Minnie. Dans les parcs à thèmes, George Lucas et Steven Spielberg s'associent à Disney pour produire le film-attraction Captain Eo. Durant l'assemblée générale annuelle de 1986, l'entreprise Walt Disney Productions se rebaptise The Walt Disney Company. John Taylor précise que cette guerre financière pour Disney survient à une époque, le début des années 1980, où le marché des fusions et des acquisitions est très actif avec plus de 3000 fusions acquisitions sont recensées par le magazine Mergers & Acquisitions en 1984 contre 1500 en 1979.
Avec l'arrivée de la nouvelle direction, la confiance des investisseurs revient et l'action Disney remonte des 55 $ quand les Bass ont acheté la participation d'Irwin Jacobs, en septembre 1984 à 61 $ fin décembre puis 90 $ en juin 1985 et 120 $ en septembre 1985. Le film Basil, détective privé (1986) est un succès avec plus de 25 millions d'USD de recettes en trois mois tandis que la vidéocassette de Pinocchio (1940) est vendue à plus 500 000 copies en un an. Grâce à cette augmentation, Stanley Gold revend une partie des actions Disney détenues par Shamrock Holdings et achète des actions de Central Soya, une entreprise agroalimentaire.
Le marché des vidéocassettes est un succès. John Taylor donne l'explication suivante du phénomène. Le succès est lié à la génération d'enfants nés dans les années 1950-1960 bercée par les productions Disney, qui désormais devenus des parents et qui proposent à leurs propres enfants de regarder des films Disney sur support vidéo. Le système initié par Ron Miller et Card Walker est devenu rentable en moins de deux ans. Le 13 janvier 1986, l'entreprise annonce un fractionnement d'actions au ratio de 4 pour 1, action qui culmine à 145 $ l'une quand le fractionnement intervient en mars 1986.
En 1986, plusieurs des intervenants sont reliés à un scandale financier autour du cabinet Drexel Burnham Lambert dont Ivan Boesky et Michael Milken. Taylor précise que de nombreux intervenants, en raison de l'étroitesse du cercle des acteurs dans le marché de fusions et acquisitions, ont parfois agi en traitre. Une des conséquences de cette bataille est que désormais au moins un des directeurs de Disney consulte régulièrement les actionnaires pour avoir leur avis, Eisner et Wells se relaieront.
À l'automne 1986, la participation de 14 millions d'USD réalisée par les Bass Brothers pour l'achat d'Arvida Corporation est désormais valorisée à plus de 950 millions d'USD. Disney revend la société Arvida Corporation en 1987 à la société JMB Realty Corporation, une entreprise immobilière de Chicago pour 404 millions de $. L'annonce est faite le 29 janvier 1987. Mais une partie des activités de gestion de projet et d'urbanisme est conservée, ce qui amena à la création de Disney Development Company, dont le premier responsable a été Peter Rummell (en), ancien responsable chez Arvida.
Le succès des deux films de Jonathan T. Taplin n'est pas au rendez-vous et aidé par la somme versée par Rainwater pour l'information, il entre chez Merrill Lynch comme banquier d'investissement.